# NGC 3364
NGC 3364 ist eine Balken-Spiralgalaxie vom Hubble-Typ SBbc im Sternbild Großer Bär am Nordsternhimmel. Sie ist schätzungsweise 128 Millionen Lichtjahre von der Milchstraße entfernt.
Das Objekt wurde am 3. April 1785 von Wilhelm Herschel entdeckt.